# Repubblica Dominicana ai Giochi della XXVI Olimpiade
La Repubblica Dominicana partecipò ai Giochi della XXVI Olimpiade, svoltisi ad Atlanta, Stati Uniti, dal 19 luglio al 4 agosto 1996, con una delegazione di 16 atleti impegnati in sette discipline.